# اچ‌ام‌سی‌اس کاربو (اس۱۲)
اچ‌ام‌سی‌اس کاربو (اس۱۲) (به انگلیسی: HMCS Caribou (S12)) یک کشتی است که طول آن ۱۴۲ فوت (۴۳ متر) می‌باشد. این کشتی در سال ۱۹۲۸ ساخته شد.